# Lou Taylor Pucci
Lou Taylor Pucci (Seaside Heights, Nova Jersey, Estats Units, 27 de juliol de 1985) és un actor estatunidenc.

## Biografia
Pucci viu a Nova Jersey. Obté el seu primer paper al teatre als 10 anys, a Oliver Twist. Dos anys més tard, fa de Freidrich a La Melodia de la felicitat al teatre de Broadway.
Després treballa a nombroses obres als teatres de Nova Jersey.
Té el seu primer paper al cinema el 2000 a Personal Velocity: Three Portraits, després un primer paper a Thumbsucker pel qual rep l’Special Jury Prize for Acting  al Festival de cinema de Sundance el 2005 i l'Os de Plata a la millor interpretació masculina al Festival Internacional de Cinema de Berlín del mateix any.
La seva carrera de comediant es dispara llavors amb The Chumscrubber  d'Arie Posin, i amb la sèrie de HBO  Empire Falls.
El 2005 aconsegueix el paper principal al clip Jesus of Suburbia de Green Day.

## Filmografia
- 2002: Personal Velocity: Three Portraits: Kevin
- 2005: Thumbsucker: Justin Cobb
- 2005: The Chumscrubber: Lee
- 2005: Empire Falls (TV): John Voss
- 2006: Fifty Pills: Darren
- 2006: Law & Order: Criminal Intent (sèrie TV). Episodi "Cruise to Nowhere": Joey Frost
- 2006: Fast Food Nation: Paco
- 2006: Southland Tales: Martin Kefauver
- 2007: The Go-Getter: Mercer
- 2008: Horsemen: Alex Breslin
- 2009: Infectats: Danny Green
- 2010: Brotherhood: Kevin
- 2010: The Legend of Hell's Gate: An American Conspiracy: Kelly
- 2013: Possessió infernal (Evil Dead): Eric

## Premis
- 2005. Os de Plata a la millor interpretació masculina al Festival Internacional de Cinema de Berlín per Thumbsucker.
- 2005. Premi especial del jurat per un actor al Festival de Sundance per Thumbsucker.